# Lionel Batiste
"Uncle" Lionel Batiste est un chanteur et musicien de jazz et de blues américain, né le 1er février 1931 à La Nouvelle-Orléans en Louisiane, et mort le 8 juillet 2012 à Jefferson.

## Biographie
Il commence sa carrière de musicien à l'âge de onze ans à la grosse caisse avec le Square Deal Social & Pleasure Club. Il était le percussionniste, le chanteur et l'assistant du chef du Treme Brass Band, et célèbre pour jouer du kazoo et chanter.
Il est un des modèles de musicien et de vie du trompettiste Kermit Ruffins.
Depuis 2000, il conduisait la parade quotidienne du Molde Jazz Festival.
En 2003, il a été roi du Krewe du Vieux (en).
Comme bon nombre de musiciens de la scène locale, il participe à la série HBO de David Simon : Treme.